# Pine Township (Missouri)
Pour les articles homonymes, voir Pine Township.
Pine Township est un ancien township, situé dans le comté de Ripley, dans le Missouri, aux États-Unis,.
Le township est fondé en 1883 et reste actif jusque dans les années 1970. Il est baptisé en référence à la communauté de Pine (en).

### Source de la traduction
- (en) Cet article est partiellement ou en totalité issu de l’article de Wikipédia en anglais intitulé « Pine Township, Ripley County, Missouri » (voir la liste des auteurs).